# Polisportiva Ahena Cesena
Polisportiva Ahena Cesena was een professionele dames basketbalclub uit Cesena, Italië die uitkwam in de Lega Basket Serie A.

## Geschiedenis
Polisportiva Ahena Cesena werd opgericht in 1980. In het seizoen 1982/83, maakte het team haar debuut in de Serie A. Ze werden Landskampioen van Italië in 1990. Ook worden ze vijf keer tweede in de Serie A in 1991, 1992, 1993, 1994 en 1996. In 1991 wint de club de FIBA Women's European Champions Cup. Ze winnen in de finale van Arvika Basket uit de Zweden met  84-66. In 1994 haalde de club de finale om de European Cup Liliana Ronchetti. Ze winnen deze van Primizie Parma uit de Italië over twee wedstrijden met 78-65 en 68-66. In 1997 houd club op te bestaan.

## Erelijst
- Landskampioen Italië: 1
  - Winnaar: 1990
  - Tweede: 1991, 1992, 1993, 1994, 1996

- FIBA Women's European Champions Cup: 1
  - Winnaar: 1991

- European Cup Liliana Ronchetti: 1
  - Winnaar: 1994
  - Halve finale 1992

## Bekende (oud)-spelers
- Mariangela Cirone
- Alessandra Gori
- Emanuela Nicosia
- Catarina Pollini
- Renata Zocco
- Svetlana Koeznetsova
- Andrea Lloyd
- Vicky Bullett

## Bekende (oud)-coaches
- Paolo Rossi

## Sponsor namen
- 1980-1982: Unicar Cesena
- 1982-1986: Unimoto Cesena
- 1986-1993: Conad Cesena
- 1993-1994: Marani Cesena
- 1994-1995: Divella Cesena
- 1995-1997: TMC Cesena